# Lourdu Anandam

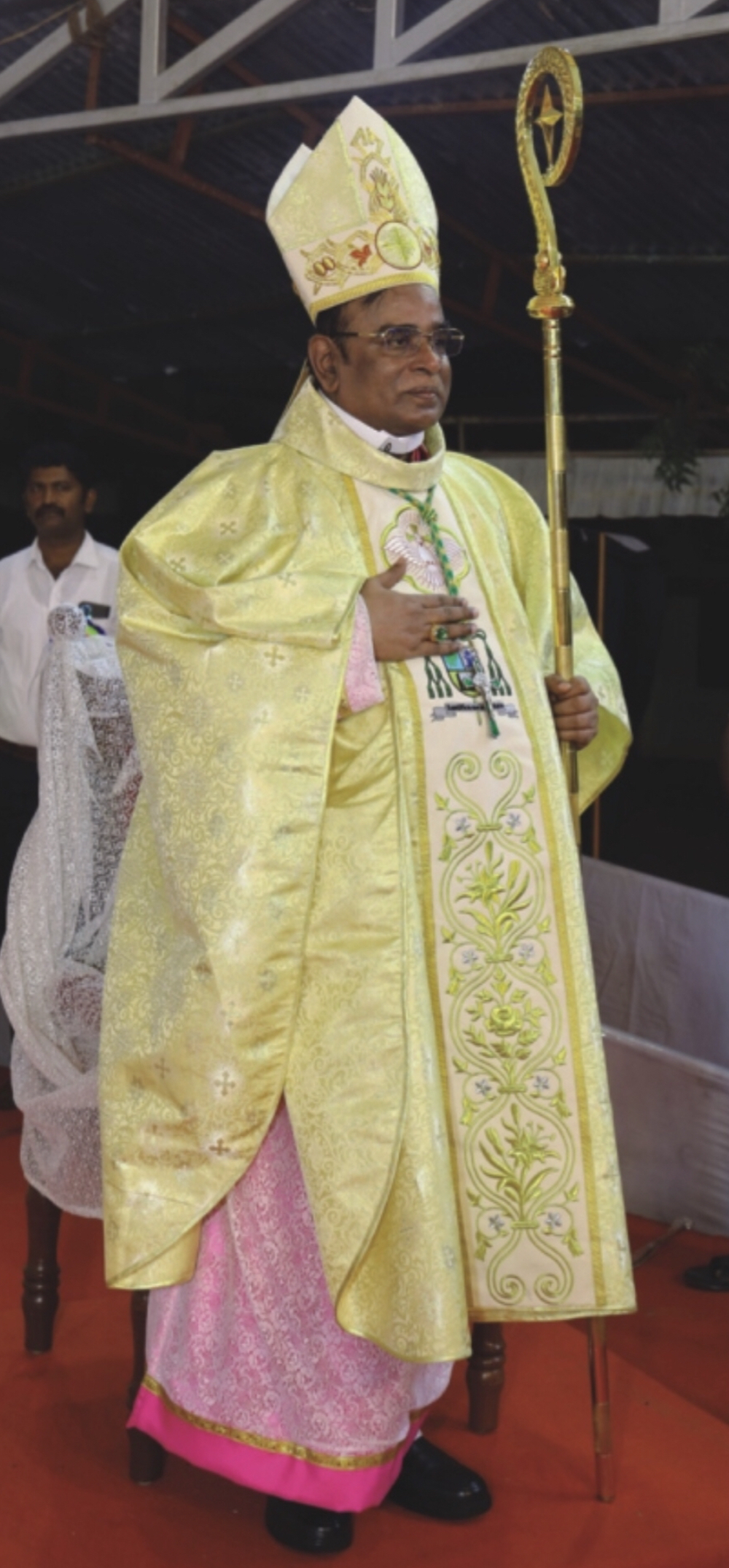
Lourdu Anandam, 2024

Lourdu Anandam (* 15. August 1958 in Thiruvarangam, Tamil Nadu) ist ein indischer römisch-katholischer Geistlicher und Bischof von Sivagangai.

## Leben
Lourdu Anandam studierte Philosophie in Madurai und Theologie am Priesterseminar St. Paul in Tiruchirappalli. Nach weiteren Studien an der Albert-Ludwigs-Universität Freiburg wurde er in systematischer Theologie promoviert. Er empfing am 6. April 1986 das Sakrament der Priesterweihe für das Erzbistum Madurai.
Nach der Priesterweihe war er bis 1989 persönlicher Sekretär des Erzbischofs von Madurai und nach dem Doktoratsstudium von 1995 bis 1999 Pfarrer in Kodaikanal. Von 1999 bis 2004 lehrte er als Theologieprofessor am Priesterseminar in Chennai  und war anschließend bis 2011 Hauptredakteur der in Chennai erscheinenden katholischen Wochenzeitung Nam Vazhvu - A Tamil Catholic Weekly. Von 2011 bis 2014 war er Rektor des St. Peter’s Seminary in Madurai und seither Pfarrer der Rosenkranzpfarrei von Madurei sowie Dekan für den Süden Madurais. Außerdem war er Direktor des Pastoralzentrums und Koordinator der diözesanen Kommissionen des Erzbistums Madurai.
Papst Franziskus ernannte ihn am 21. September 2023 zum Bischof von Sivagangai. Der Erzbischof von Madurai, Antony Pappusamy, spendete ihm am 26. November desselben Jahres die Bischofsweihe. Mitkonsekratoren waren sein Amtsvorgänger Jebalamai Susaimanickam und der Bischof von Tuticorin, Stephen Antony Pillai.